# جيروم جيمس
جيروم جيمس (بالإنجليزية: Jerome James)‏ مواليد 17 نوفمبر 1975 في تامبا، هو لاعب كرة سلة أمريكي بدأ مسيرته الاحترافية في سنة 1998 حيث تم اختياره من قبل فريق سكرامنتو كينغز خلال الدرافت. يبلغ طوله 7 قدم 1 بوصة (2.2 م).

## فرق لعب لها
- سكرامنتو كينغز
- سياتل سوبرسونيكس
- نيويورك نيكس

## إحصائيات المسيرة

### الموسم الاعتيادي
| السنة   | الفريق           | لعب | بدأ | دقيقة | ميداني% | ثلاثية | حرة   | ارتداد | صنع | استلاب | تصدي | نقطة |
| ------- | ---------------- | --- | --- | ----- | ------- | ------ | ----- | ------ | --- | ------ | ---- | ---- |
| 1998–99 | سكرامنتو كينغز   | 16  | 0   | 2.6   | .375    | .000   | .500  | 1.1    | .1  | .1     | .4   | 1.5  |
| 2001–02 | سياتل سوبرسونيكس | 56  | 40  | 16.9  | .491    | .000   | .500  | 4.1    | .4  | .4     | 1.5  | 5.3  |
| 2002–03 | سياتل سوبرسونيكس | 51  | 16  | 15.0  | .478    | .000   | .587  | 4.2    | .5  | .2     | 1.6  | 5.4  |
| 2003–04 | سياتل سوبرسونيكس | 65  | 24  | 15.2  | .498    | .000   | .660  | 3.5    | .5  | .3     | .9   | 5.0  |
| 2004–05 | سياتل سوبرسونيكس | 80  | 80  | 16.6  | .509    | .000   | .723  | 3.0    | .2  | .3     | 1.4  | 4.9  |
| 2005–06 | نيويورك نيكس     | 45  | 9   | 9.0   | .463    | .000   | .625  | 2.0    | .3  | .1     | .5   | 3.0  |
| 2006–07 | نيويورك نيكس     | 41  | 11  | 6.7   | .418    | .000   | .556  | 1.6    | .1  | .1     | .4   | 1.9  |
| 2007–08 | نيويورك نيكس     | 2   | 0   | 2.5   | 1.000   | .000   | 1.000 | 1.5    | .0  | .0     | .0   | 2.0  |
| 2008–09 | نيويورك نيكس     | 2   | 0   | 5.0   | .375    | .000   | .000  | 1.5    | .0  | .5     | .5   | 3.0  |
| المسيرة |                  | 358 | 180 | 13.3  | .485    | .000   | .617  | 3.1    | .3  | .3     | 1.1  | 4.3  |

### التصفيات
| السنة   | الفريق           | لعب | بدأ | دقيقة | ميداني% | ثلاثية | حرة  | ارتداد | صنع | استلاب | تصدي | نقطة |
| ------- | ---------------- | --- | --- | ----- | ------- | ------ | ---- | ------ | --- | ------ | ---- | ---- |
| 1999    | سكرامنتو كينغز   | 1   | 0   | 4.0   | .500    | .000   | .750 | 2.0    | .0  | .0     | .0   | 5.0  |
| 2002    | سياتل سوبرسونيكس | 5   | 1   | 14.0  | .391    | .000   | .000 | 2.4    | .8  | .0     | 1.0  | 3.6  |
| 2005    | سياتل سوبرسونيكس | 11  | 11  | 26.8  | .514    | .000   | .767 | 6.8    | .5  | .5     | 1.8  | 12.5 |
| المسيرة |                  | 17  | 12  | 21.7  | .493    | .000   | .722 | 5.2    | .5  | .4     | 1.5  | 9.4  |

## روابط خارجية
- جيروم جيمس على موقع إن بي أي (الإنجليزية)
- جيروم جيمس على موقع سبورتس رفرنس (الإنجليزية)
- جيروم جيمس على موقع كرة السلة الأوروبية.كوم (الإنجليزية)
- جيروم جيمس على موقع كلية كرة السلة في سبورتس رفرنس.كوم (الإنجليزية)
- جيروم جيمس على موقع ريلجم (الإنجليزية)
- جيروم جيمس على موقع بروبوليرز (الإنجليزية)
- جيروم جيمس على موقع سبورتس رفرنس (الإنجليزية)